# Victoria (Newfoundland och Labrador)
Victoria är en ort i Kanada.   Den ligger i provinsen Newfoundland och Labrador, i den östra delen av landet, 1 700 km öster om huvudstaden Ottawa. Victoria ligger 55 meter över havet och antalet invånare är 1 798.
Terrängen runt Victoria är lite kuperad. Havet är nära Victoria åt sydost. Närmaste större samhälle är Carbonear, 3,9 km söder om Victoria. 
I omgivningarna runt Victoria växer i huvudsak blandskog.